# House of the Temple

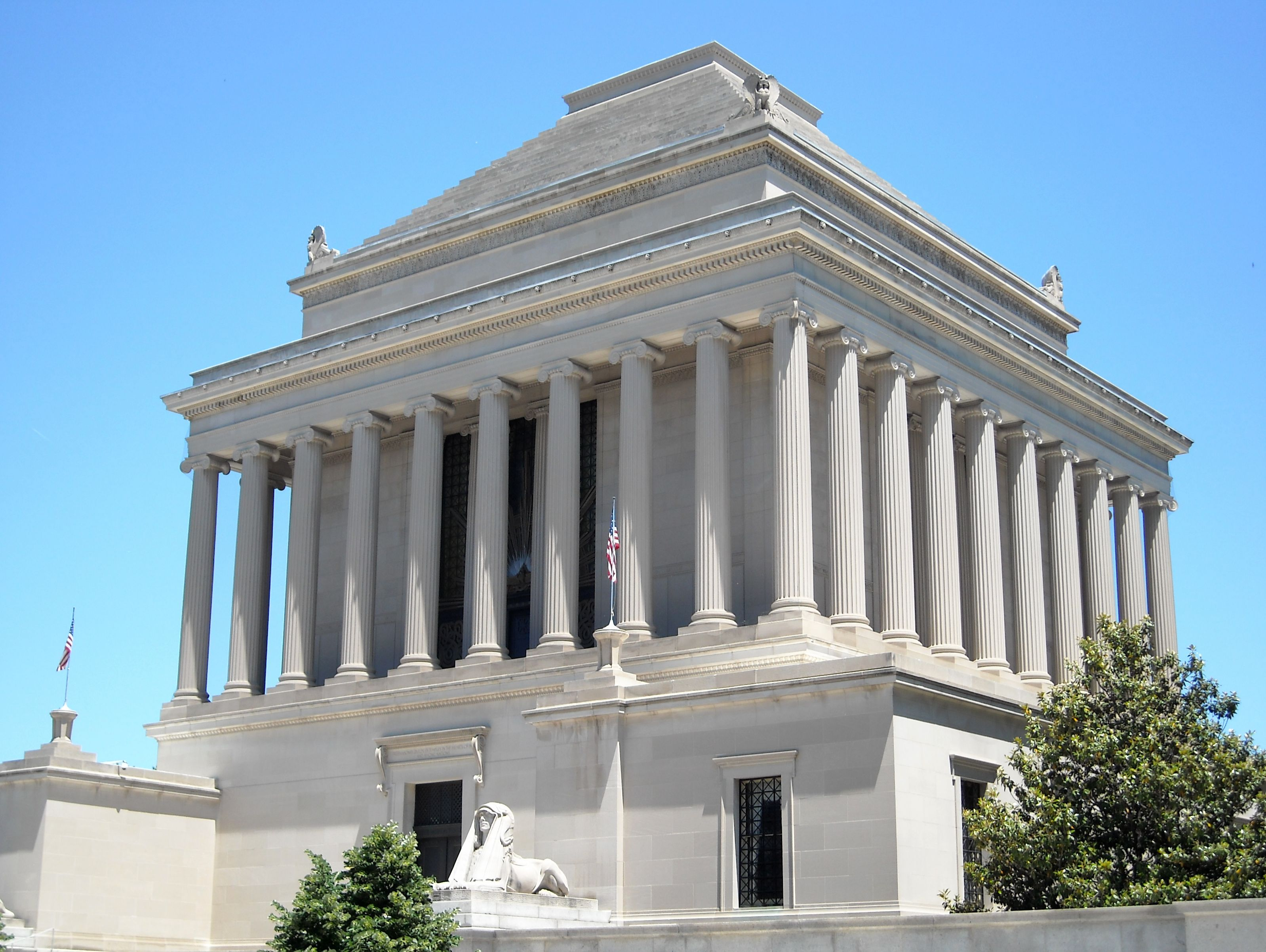
House of the Temple, nach dem Vorbild des Grabmal des Mausolos in Halikarnassos.

Das House of the Temple ist ein 1911 bis 1915 errichteter Freimaurertempel des Schottischen Ritus in Washington, D.C.
Das mächtige neoklassizistische Gebäude des Architekten John Russell Pope ist nach dem Vorbild des Grabmals des Mausolos in Halikarnassos, einem der sieben Weltwunder der Antike, gestaltet.  Die Einweihung erfolgte nach exakt vierjähriger Bauzeit am 18. Oktober 1915.
Fiske Kimball beschrieb das Gebäude in seinem Buch American Architecture 1928 als Beispiel des Triumphs der klassischen Form, mehrere Umfragen reihten es unter die besten öffentlichen Gebäude der USA ein.
Das House of the Temple war Drehort im Film „The Day the Earth Stood Still“ (1951) und Schauplatz mehrerer Schlüsselszenen im Roman The Lost Symbol von Dan Brown.